# Утренний свет
Утренний свет — первый в России философский журнал. Издавался в с 1777 по 1780 год Николем Ивановичем Новиковым

## История журнала
Цена журнала «Утренний свет» в Санкт-Петербурге 3 руб. 50 коп.
Этот ежемесячный журнал Новиков стал издавать, прекратив издавать другой свой журнал, «Ведомости», с сентября 1777 сначала в Петербурге, а с апреля 1779 — в Москве. В нём были опубликованы «Ночи» («Нощи») Юнга, «Мнения» Паскаля, но главным образом переводы из немецких писателей, моралистов, пиетистов и мистиков. «Утренний свет» издавался при содействии целого кружка единомышленников, среди которых были М. Н. Муравьёв и И. П. Тургенев, а также П. Алексеев, И. Захаров, А. М. Кутузов, В. И. Майков, А. Малиновский, Д. Рыкачев, И. А. Тейльс, М. М. Херасков и другие. Весь доход с издания предназначался на устройство и содержание в Петербурге первых народных училищ. В этом сказались уже две основные черты позднейшей деятельности Новикова: умение организовать общественную самодеятельность и стремление работать на пользу просвещения. Обращение к подписчикам журнала, с приглашением содействовать образованию училищ, вызвало обильный приток пожертвований.
Задача журнала было религиозно-нравственное воспитание читателей. Преобладали статьи морально-этического и религиозно-философского характера. Основные проблемы, поднимаемые журналом — самопознание, стремление к нравственному совершенству, бессмертие души.
Жизнь философов
В разделе «Жизнь философов» журнал знакомил читателя с жизнью и учением античных и европейских философов (Сократа, Платона, Аристотеля, Паскаля и др.).
Литературный раздел
В «литературном разделе» преобладали сентиментально-нравоучительные произведения, преимущественно переводы с немецкого (Виланд, Геснер, Мозер, Геллерт).
В 1781 году преобразован в «Московское ежемесячное издание».